# Last Words
Pour plus de détails, voir Fiche technique et Distribution.
Last Words est un film de science-fiction américano-franco-italien réalisé par Jonathan Nossiter, sorti en 2020.
Il devait initialement concourir au festival de Cannes 2020. Malgré l'annulation du festival, il reçut le label Cannes 2020. Il est cependant présenté en compétition officielle au festival du cinéma américain de Deauville 2020.

## Synopsis
En 2085, la Terre est devenue un immense désert sans électricité ni machine et les derniers survivants se rejoignent tous à Athènes, appelés par un dernier espoir. Alors que l'Humanité est sur le point de s'éteindre pour de bon, voici une histoire étonnante de fin du monde, vécue de manière tendre et joyeuse, et racontée par les cinq derniers êtres humains.

## Fiche technique
Sauf indication contraire, les informations mentionnées dans cette section peuvent être confirmées par la base de données cinématographiques IMDb,  présente dans la section « Liens externes ».
- Titre original : Last Words
- Réalisation : Jonathan Nossiter
- Scénario : Santiago Amigorena et Jonathan Nossiter, d'après l’œuvre de Santiago Amigorena
- Décors : Cristina Bartoletti et Valerio Romano
- Photographie : Clarissa Cappellani
- Production : Santiago Amigorena, Laurent Baujard, Gian Luca Gargano, Serge Lalou et Jonathan Nossiter
  - Production exécutive : Donatella Palermo
- Sociétés de productions : Stemal Entertainment et Rai Cinema
- Société de distribution : Jour2fête (France)
- Pays d'origine : Italie, France, États-Unis
- Langues originales : anglais, italien
- Format : couleur
- Genre : drame, science-fiction
- Durée : 126 minutes
- Dates de sortie :
  - France : 
    - 6 septembre 2020 (festival du cinéma américain de Deauville)
    - 21 octobre 2020 (sortie nationale)

## Distribution
- Nick Nolte : Shakespeare
- Kalipha Touray : Kal
- Charlotte Rampling : Batlk
- Stellan Skarsgård : Zyberski
- Alba Rohrwacher : Anna
- Maryam d'Abo
- Silvia Calderoni : Dima
- Jun Ichikawa
- Osemwenoghogho 'Victory' Wilfred
- Vincenzo Del Prete
- Giovanni Trono
- Fiorenzo Madonna
- Cosimo Desii
- Andreina Liotti
- Roberta Mattei

## Sortie

### Accueil critique
En France, le site Allociné recense une moyenne des critiques presse de 2,2⁄5, sur un total de 24 titres de presse.
Selon Jacky Bornet du site Culturebox, « Le cinéaste relativise son pessimisme en percevant dans le cinéma une résilience salvatrice. Magnifique. ».
Pour Corinne Renou-Nativel du journal La Croix, « Le jeu tout à fait honorable de Kalipha Touray, un jeune réfugié gambien de 19 ans, qui fait ses débuts à l’écran, et la présence de Nick Nolte, Charlotte Rampling, Stellan Skarsgård et Alba Rohrwacher ne parviennent pas à sauver le film du désastre. ».

## Distinctions
- Label Festival de Cannes 2020
- Festival de Deauville 2020 : en compétition